# Reclaim Australia

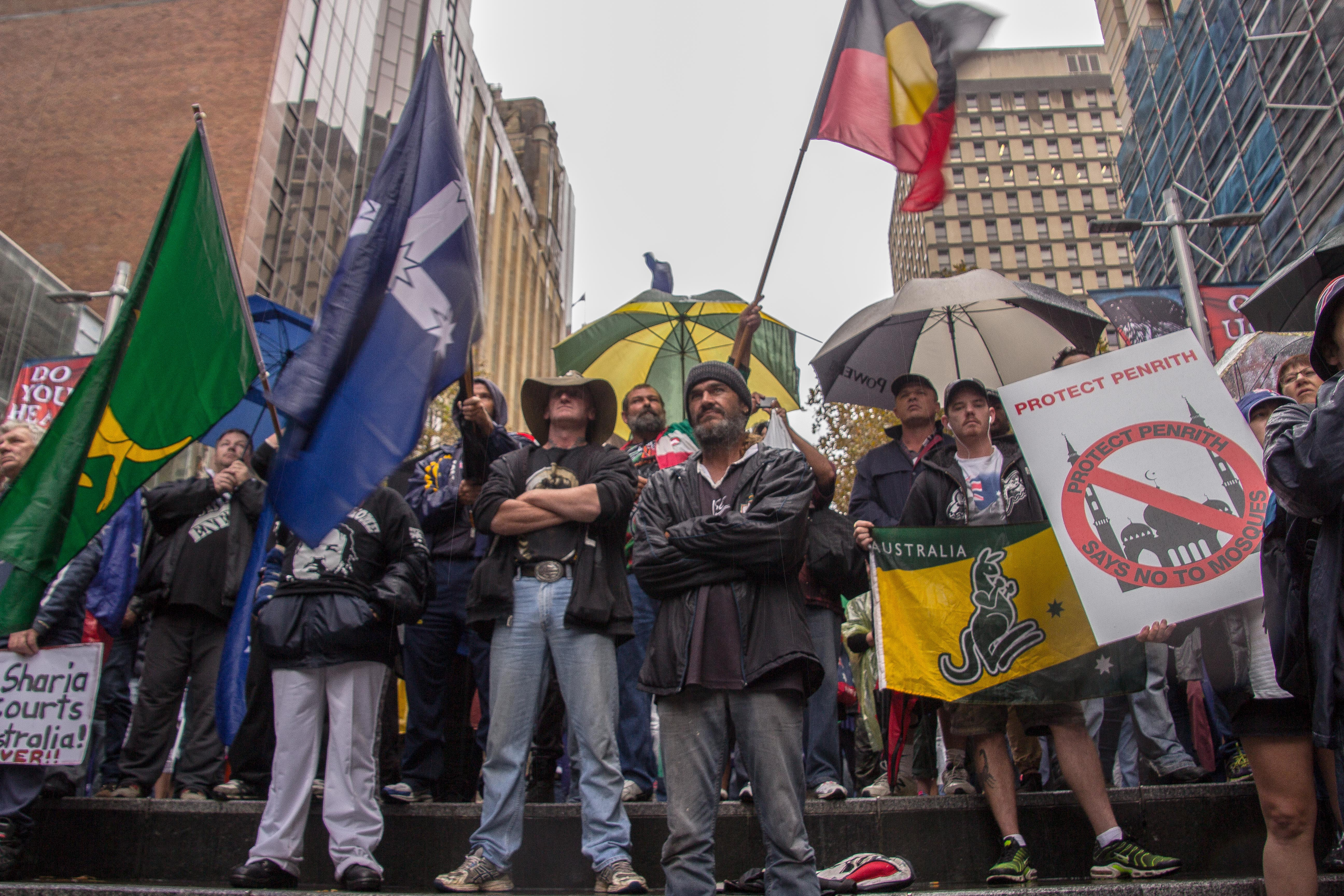
Demonstration von Reclaim Australia in Sydney im April 2015

Reclaim Australia (deutsch: Australien zurückgewinnen) ist eine rechtsextremistische und rassistische Gruppierung in Australien, die sich im Jahr 2015 gründete. Sie veranstaltete von 2015 bis 2017 australienweite Demonstrationen, die verschiedentlich als Ausgangspunkt für eine politisch rechte Entwicklung in Australien genannt werden. Nach Auffassung des australischen Geheimdiensts handelt es sich um die stärkste rechtsextreme Gruppierung Australiens.
Reclaim Australia ist in ihrem Kern antiislamistisch und befürchtet, dass der Islam die nationale Kultur Australien „austauscht“.
In Deutschland nahm die Presse erstmals Kenntnis von Reclaim Australia als diese am Karsamstag 2015 Demonstrationen mit islamfeindlichen Inhalten in 16 australischen Städten veranstaltete. Die Organisation zählte nach eigenen Angaben 20.000 Teilnehmer, die Polizei bezweifelte diese Zahlen allerdings und nannte wesentlich niedrigere.
Ferner spalteten sich bereits im Gründungsjahr 2015 zwei rechtsradikale Splittergruppen von Reclaim Australia ab, die United Patriots Front und die True Blue Crew, die in Australien für ihr militantes Auftreten bekannt wurden. Mit den Abspaltungen schwächte sich die rechte Bewegung Australiens und an den Anfangserfolg im Jahr 2015 konnte Reclaim Australia bis heute (2019) nicht mehr anknüpfen.

## Programmatik
In der einzigen programmatischen Aussage von Reclaim Australia, die neun Punkte umfasst, ist ein deutlicher islamophober Schwerpunkt erkennbar.
In dem Programm befinden sind sieben Punkte, die als islamophob zu bezeichnen sind. Relaim Australia ist gegen die Einführung der Scharia, Halal-Produkte und gegen einen Islamunterricht an Schulen, ferner gegen das Tragen einer Burka und die Verstümmelung weiblicher Genitalien sowie die Vielehe. Zwei Punkte ihres Programms beziehen sich auf das Recht der freien Rede, dabei ist gemeint, dass politische Hetzsprache nicht verboten sein darf, und der zweite Punkt ist die Forderung, dass einmal je Woche ein Absingen der australischen Hymne und das Hissen der australischen Flagge an Schulen Pflicht werden soll.

## Politik

### Bedeutung, Einfluss
Reclaim Australia ist im Gegensatz zu anderen kleinen, meist kurzlebigen rechtsextremen Gruppierungen Australiens eine Organisation, die im Fokus der öffentlichen Wahrnehmung steht. Sie gilt als die größte und einflussreichste rechtsradikale Gruppierung Australiens.
Mit den Vorstellungen von Reclaim Australia sympathisieren sowohl rechtspopulistische, rassistische als auch nationalkonservative politische Kräfte in Australien. Es gibt Verbindungen in diese Lager, dies kann an der Teilnahme von Rednern auf von Reclaim Australia Demonstrationen erkannt werden. Es sind dies Danny Nalliah von der Rise Up Australia Party, ein Pastor, Pauline Hanson von der rechtspopulistischen und rassistischen One Nation und George Christensen, ein nationalkonservativer Rassist von der Liberal National Party. Sowohl Hanson und Christensen sind Senatoren im nationalen australischen Parlament.

### Organisationsaufbau
Reclaim Australia organisiert sich weitestgehend über soziale Medien, vor allem über Facebook, und versucht darüber die Öffentlichkeit zu beeinflussen. Die von Reclaim Australia organisierten Demonstrationen sind für sie die Antwort auf den islamischen Extremismus. Damit soll verhindert werden, dass die australische Kultur durch den Islam ausgetauscht werde. Das Organisationsschema der Gruppierung ist einfach: Reclaim Australia hat in verschiedenen Städten vor Ort sogenannte "organiser" (deutsch: "Organisatoren"), die die Demonstrationen bzw. Veranstaltungen vorbereiten und durchführen. Die Gründer von Reclaim Australia sind Catherine Brennan, Wanda Marsh und John Oliver, die sich selbst als australische Patrioten bezeichnen und die von ihnen behauptete Islamisierung Australiens stoppen wollen.

### Demonstrationen
Gegen die von Reclaim Australia veranstaltete Demonstrationen gab es meist auch Gegendemonstrationen. Beim Aufeinandertreffen der Teilnehmer dieser Veranstaltungen kam es teilweise zu gewaltsamen Auseinandersetzungen, in die die Polizei eingriff. Teilweise wurden einzelne Personen arrestiert.
Die bislang größten Teilnehmererfolge erzielten die von Reclaim Australia organisierten Demonstrationen im April und Juli 2015. In 16 australischen Städten fanden Demonstrationen statt, wobei Teilnehmerzahlen im niederen dreistelligen Bereich zu verzeichnen waren. Meist überwog die Zahl der Gegendemonstrationen.
Im Februar 2016 rief Reclaim Australia erneut zu australienweiten Demonstrationen auf, die auf geringeres Interesse als im Vorjahr stießen. Allerdings gab auch deutlich weniger Gegendemonstrationen. Gleiches gilt für das Jahr 2017, wo beispielsweise in Sydney lediglich mehrere Dutzend Teilnehmer gezählt wurden.
Gegen die Demonstrationen wandten sich australische Menschenrechtsorganisation, Gewerkschafts- und Mitglieder der Socialist Alliance.

## Wahlen
Daniel Evans, der für die Wahlen zum Abgeordnetenhaus im Australian Capital Territory als politisch Unabhängiger im Jahr 2016 für den Wahlkreis Yerrabi kandidate, war ein maßgeblicher Organisator für Demonstrationen der Reclaim Australia in Canberra. Er erhielt bei der Wahl lediglich 0,5 % der abgegebenen Stimmen und wurde damit nicht gewählt.